# Compsosoma vestitipenne
Compsosoma vestitipenne är en skalbaggsart som beskrevs av Dmytro Zajciw 1962. Compsosoma vestitipenne ingår i släktet Compsosoma och familjen långhorningar. Inga underarter finns listade i Catalogue of Life.